# Talayuela
Talayuela è un comune spagnolo di 8 805 abitanti situato nella comunità autonoma dell'Estremadura.
Il comune comprende la località omonima e un esteso territorio coltivabile sul quale nel XX secolo furono fondati diversi nuclei di colonizzazione agricola. Diversi di questi borghi sono riusciti negli anni a diventare comuni autonomi: Rosalejo (1994), Tiétar (2011, ma la separazione divenne effettiva nel 2013), Pueblonuevo de Miramontes (2013, ma la separazione divenne effettiva nel 2014). Attualmente, fanno parte del comune di Talayuela i centri colonici di Santa María de las Lomas, La Barquilla e Barquilla de Pinares e i casali di El Centenillo e Palancoso.